# Carlo Ubbiali
Carlo Ubbiali (22. září 1929, Bergamo - 2. června 2020, tamtéž) byl italský motocyklový závodník, devítinásobný mistr světa v závodech silničních motocyklů. Šestkrát triumfoval v kubatuře 125 cc (1951, 1955, 1956, 1958, 1959, 1960), třikrát pak v 250 cc (1956, 1959, 1960). Jezdil za týmy MV Agusta (1949, 1953-1960) a Mondial (1950-1952). Pětkrát vyhrál závod Isle of Man TT, čtyřikrát v kategorii 125 cc, jednou ve 250 cc. Jeho devět titulů mistra světa bylo dlouho rekordem, než ho překonal v roce 1971 jeho krajan Giacomo Agostini.
Od začátku května 2020 byl hospitalizován s dýchacími problémy a 2. června 2020 v rodném Bergamu zemřel.